# Новосибирский судоходный канал
Новосибирский судоходный канал (также Обводной канал, протока Большая), расположенный в Новосибирске, соединяет Новосибирское водохранилище с рекой Обью ниже по течению от плотины Новосибирской ГЭС.
Район Судоходного канала является водоохранной зоной.

## Описание
Судоходный канал на всём своём протяжении располагается на территории Советского района города Новосибирска. Канал оборудован системой шлюзов. В верхней части канала его берега облицованы бетоном. Вдоль канала расположены дачи жителей Новосибирска и заболоченные леса; ближе к слиянию канала с Обью в него впадает небольшая река Ельцовка.

## Судоходный шлюз
Для пропуска через гидроузел речных судов используется трёхкамерный однониточный судоходный шлюз, расположенный на правом берегу. Помимо камер, в состав шлюза входят верхний и нижний подходные каналы с причальными и направляющими сооружениями, мол, разделительные и оградительные дамбы. Длина каждой камеры шлюза 148 м, ширина 18 м, глубина на верхнем пороге 6,2 м (минимальная 2,5 м). Время наполнения или опорожнения каждой камеры — 8 минут. В шлюз уложено 196,9 тыс. м³ бетона. По сооружениям Новосибирской ГЭС проложена двухполосная автомобильная дорога, пересекающая здание ГЭС, водосбросную плотину и шлюз при помощи мостов. К шлюзованию допускаются суда, габариты которых не превышают 130 метров в длину, 17,2 метров в ширину и 12 метров по надводной высоте, при этом запас воды под днищем судна на пороге шлюза должен быть не менее 0,25 метров, а суммарный запас по ширине камеры шлюза - не менее 0,8 метров; маломерные суда пропускаются через шлюз только в светлое время суток. Надувные суда, гребные и парусные суда, не имеющие двигателей, а также гидроциклы пропускаются через шлюз только с буксирующим их судном с ошвартовкой под бортом, при этом судоводитель и пассажиры таких судов должны находиться на буксирующем судне.